# Vista Chino
Vista Chino es una banda de rock estadounidense, formada en 2010 en Los Ángeles por el vocalista John Garcia, el baterista Brant Bjork y el bajista Nick Oliveri, quienes fueron anteriormente miembros de Kyuss (banda activa entre 1987 y 1995), más la inclusión del guitarrista Bruno Fevery. 
La banda comenzó como un proyecto de corta vida bajo el nombre Kyuss Lives!, para promocionar el trabajo solista de Garcia que estaba por ser lanzado. En 2012, la banda anunció sus planes de continuar de gira indefinidamente y comenzar a trabajar en un álbum de estudio. Sin embargo, los exmiembros de Kyuss Josh Homme y Scott Reeder ganaron un juicio sobre el uso del nombre Kyuss Lives!, por lo que tuvieron que cambiar su nombre a Vista Chino. 

## Historia

### Formación y giras (2010-2011)
En 2010, se anunció la gira europea "John Garcia plays Kyuss", comenzando con un concierto en el Roadburn Festival. La banda que lo acompañaba estaba compuesta por músicos belgas y holandeses de Agua de Annique, Kong, Celestial Season y Arsenal. Las canciones interpretadas fueron casi exclusivamente de Kyuss.
En junio de 2010, los exmiembros de Kyuss Nick Oliveri y Brant Bjork se unieron a John Garcia en el escenario para interpretar "Green Machine" y "Gardenia" durante una presentación de "Garcia Plays Kyuss" en el Hellfest de Clisson, Francia y también aparecieron en el escenario con García en otros conciertos en la gira. Esta formación representaba 3/4 de la alineación del disco Blues for the Red Sun de Kyuss.
En noviembre de 2010, García, Oliveri y Bjork anunciaron una gira europea bajo el seudónimo de "Kyuss Lives!", Con Bruno Fevery como guitarrista de la banda. En referencia al nuevo nombre de la banda, García declaró que "nunca habrá un Kyuss sin Josh Homme" y que "espero que en el futuro él y yo podamos reunirnos y escribir algo".
Realizaron una gira por Australia y Nueva Zelanda en mayo. Luego siguieron por Europa en junio de 2011 y anunciaron una gira por América del Norte y Sudamérica para fines de verano y otoño de 2011 con Scott Reeder tocando en muchas de las fechas fuera de los EE. UU. La gira concluyó en la víspera de Año Nuevo 2011 en el Rock 'n' Rolla Cabaret and Lounge de Cherry Cola, Toronto, Ontario, Canadá. Kyuss Lives! planeaba grabar un nuevo álbum de estudio que sería publicado en el verano de 2012.

### Juicio (2012-2013)
En marzo de 2012 se reveló que Josh Homme y el bajista Scott Reeder habían presentado una demanda judicial contra John Garcia y Brant Bjork alegando "infracción de marca y fraude al consumidor" por el uso del nombre Kyuss. Nick Oliveri dejó Kyuss Livesǃ ese mismo mes, alegando problemas con el mánager y fue reemplazado por Billy Cordell.
Bjork habló con la revista Rolling Stone sobre la relación entre Homme y sus excompañeros de banda de Kyuss:

Esta demanda de Josh no es un problema de hoy... es un problema que comenzó hace más de 20 años. Es por eso que la banda fue efímera. Josh y yo éramos la fuerza creativa dentro de la banda y después de completar nuestro segundo disco, Blues for the Red Sun, desarrollamos una visión opuesta sobre cómo debería existir y funcionar la banda. En 1992, Josh descubrió que la fuente de ingresos financieros para los compositores era la publicación. Después de eso, quería escribir todas las canciones. Como baterista no pude hacerle tocar mis canciones. No iba a comprometer mi corazón y alma y tocar la batería para que Josh ganara dinero en una banda que yo comencé. Entonces dejé la banda. Era un idealista confuso, enojado y triste de 19 años que sacrificó su amor por mi banda por lo que creía. Dos años y medio más tarde, Josh iba a romper la banda después de que John (García) lo confrontara sobre lo mismo; su necesidad de controlar la banda para beneficio personal.
Brant Bjork

En agosto de 2012, el juez S. James Otero del Tribunal de Distrito de California dictaminó en parte a favor de Homme, declarando que García y Bjork no podían publicar grabaciones bajo el nombre de Kyuss Livesǃ alentándolos a escoger un nuevo nombre. Sin embargo, la banda obtuvo una victoria parcial ya que el fallo judicial permitió a la banda usar el nombre y logotipo de Kyuss Livesǃ para actuaciones y materiales promocionales, siempre que las palabras "Kyuss" y "Livesǃ" se imprimieran en "letras igualmente destacadas". La banda decidió cambiar el nombre en respuesta al fallo.
En noviembre de 2012, Nick Oliveri anunció que volvería a integrar Kyuss Lives!. Realizaron sus últimas actuaciones con ese nombre en los Festivales Soundwave de 2013. Sin embargo, Mike Dean tocó el bajo en todos los shows de esa gira. No se vio a Oliveri participando activamente en la banda ya que no apareció en las sesiones de fotos ni en los viajes. En agosto de 2013, el cantante John Garcia dijo que Vista Chino "es una banda de tres piezas con [él], Brant [Bjork, baterista] y Bruno [Fevery, guitarrista]. Siempre lo será" pero describió a Oliveri como "un miembro honorario de la banda".

### Peace (2013-actualidad)
El 23 de mayo de 2013, se anunció que Vista Chino había firmado con el sello austríaco Napalm Records. Ese mismo día, fue publicada en la página SoundCloud de la banda, "Dargona Dragona". Su álbum debut, Peace, fue lanzado el 3 de septiembre de 2013. El disco fue producido por Brant Bjork y grabado en los Jalamanta Studios, de Joshua Tree, California. Se editó tanto en CD como en edición especial en disco de vinilo. Los músicos invitados fueron Mike Dean en "As You Wish" y Chris Cockrell en "The Gambling Moose". El álbum alcanzó el puesto # 14 en la lista de álbumes de Billboard Heatseekers.
En una entrevista con About.com, John García habló sobre el éxito reciente de la banda y las posibilidades para el futuro.

Creo que muchas personas, especialmente Josh Homme y Scott Reeder, esperaban que fallaramos, y no lo hicimos. Estamos aquí, en el otro extremo. Aquí es donde se supone que debemos estar. Nos llevó un poco más llegar pero estamos en un buen lugar. La gira está comenzando. Vamos a estar en la ruta hasta el final del próximo verano, y ya estamos hablando de otro disco.
John Garcia

El primer show bajo el nuevo nombre fue el 9 de junio de 2013 en el Orion Music and More Festival.
En octubre de 2014, el exbajista Nick Oliveri afirmó que la banda se había separado debido a una pelea que llevó a García a dejar la banda. Durante este período, Bjork y García decidieron continuar sus carreras en solitario, con García lanzando un álbum debut homónimo. Sin embargo, la banda se mantuvo activa en las redes sociales, y el 31 de diciembre, publicó una foto de García y Bjork, y un anuncio de un posible nuevo álbum para 2015.

## Discografía
- Peace (2013)

## Miembros

### Actuales
- John Garcia - voz (2010-presente)
- Bruno Fevery - guitarra (2010-presente)
- Brant Bjork - batería (2010-presente)
- Nick Oliveri - bajo (2010-marzo de 2012, noviembre de 2012-presente)
- Mike Dean - bajo (2012-marzo de 2014-presente)

### Anteriores
- Billy Cordell - bajo (marzo-noviembre de 2012)